# Askgrå lavspinnare
Askgrå lavspinnare (Eilema griseolum) är en fjärilsart som först beskrevs av Jacob Hübner 1803.  Askgrå lavspinnare ingår i släktet Eilema, och familjen björnspinnare. Arten förekommer tillfälligt i Sverige, men reproducerar sig inte.